# Панитула Мала
43° 45′ 18″ N 15° 21′ 08″ E / 43.75500° С; 15.35222° И
Панитула Мала је ненасељено острвце у хрватском дијелу Јадранског мора. Налази се у Корнатском архипелагу источно од Панитуле Велике и око 300 m јужно од Пишкере. Дио је Националног парка Корнати. Њена површина износи 0,031 km², док дужина обалске линије износи 0,79 km. Највиши врх је висок 28 m. Грађена је од кречњака и доломита кредне старости. Административно припада општини Муртер-Корнати у Шибенско-книнској жупанији.